# Magelona capensis
Magelona capensis är en ringmaskart som beskrevs av Francis Day 1961. Magelona capensis ingår i släktet Magelona och familjen Magelonidae. Inga underarter finns listade i Catalogue of Life.